# Pifa (Musikstück)
Pifa ist der Titel eines Musikstücks aus dem Oratorium Messiah von Georg Friedrich Händel (Teil 1, Nr. 12). Es handelt sich um eine Pastorale (oder „Pastoralsinfonie“) für 3 Violinen, Viola, Basso continuo und zwei Fagotte. Die sechs Stimmen spielen paarweise dieselbe Stimme (oktaviert bzw. im Bass unisono), die Komposition ist somit dreistimmig. Die ruhige, harmonische Musik vergegenwärtigt die Weihnachtsgeschichte mit den darin vorkommenden Hirten.

## Benennung
In einem Werkführer zu Händels Oratorium wird Pifa als „Pfeiferstück“ übersetzt. Die Benennung scheint auf den Piffero zurückzugreifen, ein italienisches Blasinstrument, das von der Schalmei abstammt. Musiker vom Land (Pifferari) pflegten in der Adventszeit in die Städte zu kommen und mit Piffero und Zampogna (Dudelsack) zu musizieren. Als Melodieinstrumente hat Händel jedoch weder pfeifenartige Instrumente noch Schalmeiinstrumente vorgesehen, sondern Violinen.
In einer Handschrift ist das Werk mit Piva überschrieben. Im Italienischen ist piva die Bezeichnung für eine Sackpfeife (Dudelsack). Calvin Stapert bietet in seinem Führer zu Händels Messiah die Deutung, die Satzbezeichnung Pifa sei aus der Vermischung zweier italienischer Wörter entstanden: piva (Dudelsack) und piffero (Schalmei).